# Caso Denny Oliveira
O Caso Denny Oliveira refere-se a uma série de acusações de crimes contra a dignidade sexual movidas pela Gerência de Polícia da Criança e do Adolescente e pelo Ministério Público de Pernambuco contra o radialista Denny Oliveira e outros integrantes do programa de auditório Muito Mais, da TV Jornal. Os fatos ocorreram a partir de 2005, no Recife.

## História

### Caso
Primeiramente o Ministério Público de Pernambuco moveu processos judiciais contra o Sistema Jornal do Commercio de Comunicação, empresa proprietária da TV Jornal, onde era transmitido o programa de televisão Muito Mais. A emissora foi processada por permitir em seu recinto a entrada de crianças e adolescentes desacompanhados dos pais ou responsáveis legais, a partir dos quinze anos de idade, desde que tivessem sido trazidos sob a responsabilidade de associação de moradores ou da instituição de ensino, sem a autorização judicial cabível na forma de alvará ou portaria.
Posteriormente processou Denisson Oliveira Lima, conhecido Denny Oliveira, diretor e apresentador do programa Muito Mais, pelas acusações de estupro contra uma adolescente e atentado violento ao pudor contra outras três jovens, e oferecimento de bebida alcoólica a adolescentes.
No concurso Kelly Key, o Ministério Público afirmou que uma menina que participou deste evento sofreu abuso sexual no programa Muito Mais. Segundo a denúncia, o apresentador ficou sozinho com a mesma numa sala, onde teria sido apalpada nas pernas. No concurso RBD Cover crianças do sexo masculino e feminino teriam sofrido constrangimento. No concurso da Banda Calypso, no dia 14 de novembro de 2008, a delegada do GPCA Cammilla Figueiredo denunciou Ministério Público de Pernambuco o maestro e assistente de palco do programa Muito Mais, Cristiano dos Santos Costa, acusado de atentado violento ao pudor e estupro presumido a duas jovens de 13 anos durante o concurso.

### Julgamento
O juiz Nivaldo Mulatinho negou os pedidos de prisão preventiva de Denny Oliveira e encaminhou o caso à Câmara Criminal do TJPE.
Os desembargadores da Câmara Criminal do Tribunal de Justiça do Estado de Pernambuco negaram a prisão de Denny Oliveira por unanimidade.
Denny Oliveira, foi condenado a 15 anos de prisão pelos crimes de estupro contra duas meninas e atentado violento ao pudor contra outras três. A sentença, proferida no dia 16 de Outubro de 2010, pelo juiz José Renato Bizerra, atendeu a denúncia do Ministério Público de Pernambuco (MPPE). O magistrado responsável pelo processo não decretou de imediato a prisão do apresentador, porque ele respondeu todo o feito em liberdade e tem o direito de recorrer da decisão também em liberdade. O processo corre em segredo de justiça.
De acordo com o MPPE, as promotoras de Justiça Cristiane de Gusmão Medeiros e Cristiane Caetano da Silva com atuação na Vara de Crimes Contra Criança e Adolescente, alegaram a fragilidade da defesa que tentou desqualificar as vítimas e vitimizar o réu, mostrando-o como se tivesse sido envolvido em algum tipo de golpe.
"Como se fosse crível aceitar que um cidadão da faixa etária, condição social e evidência na mídia, pudesse ter alguma justificativa para se envolver (ou ser envolvido?) por crianças e adolescentes de nível social inferior ao seu, sob a alegativa de que as vítimas pretendiam aplicar-lhe algum golpe", explicaram as promotoras no texto do documento das alegações finais.
As promotoras de Justiça também chamaram atenção para os depoimentos das vítimas e testemunhas, que seriam uniformes e indiscrepantes, mesmo as vítimas não sendo conhecidas ou amigas, frequentassem as residências ou qualquer outro local, a não ser a participação em programas de auditório comandados pelo apresentador, prestaram depoimentos de forma uníssona. "A subversão dos papéis de vítima e réu traduz jogo perverso que, no afã de desqualificar as vítimas, termina por colocar em maior evidência o perfil criminoso e repulsivo do réu que não poupa criança e adolescente, para satisfazer a sua lascívia", mostraram as promotoras.
Outro ponto do qual as promotoras utilizaram para desfazer a tese da defesa, foi o fato  de que o apresentador comandava concursos entre adolescentes, e que por isso, tinha a obrigação de saber a faixa etária das concorrentes. Deste modo, a argumentação de que Denny Oliveira teria se confundido com a aparência de mulher de uma das adolescentes é totalmente desacreditada. Além disso, todas as testemunhas de defesa limitaram-se apenas a atestar o alegado bom caráter do réu, sem dar nenhuma prova concreta de sua inocência.